# Moldones
Moldones es una localidad del municipio de Figueruela de Arriba, en la provincia de Zamora, comunidad autónoma de Castilla y León (España).

## Geografía
Se ubica en pleno Campo de Aliste, distando escasos kilómetros de la sierra de la Culebra, el río Aliste, y la frontera con Portugal.

## Historia
Junto a Moldones atravesaba la vía romana que unía Astorga y Braga, y de la cual aún es perceptible su huella en el entorno de la localidad. Así, la historia arqueológica se esconde en los emplazamientos castreños del Castrillo de los Moros o Ciridueña, yacimientos cuya cronología se remonta a la Edad del Hierro, ratificando la antigüedad de los asentamientos humanos en zonas altas cercanas al río.
Durante la Edad Media Moldones quedó integrado en el Reino de León, cuyos monarcas habrían acometido la repoblación de la localidad dentro del proceso repoblador llevado a cabo en Aliste. Tras la independencia de Portugal del reino leonés en 1143 la localidad habría sufrido por su situación geográfica los conflictos entre los reinos leonés y portugués por el control de la frontera, quedando estabilizada la situación a inicios del siglo XIII.
Posteriormente, en la Edad Moderna, Moldones estuvo integrado en el partido de Alcañices de la provincia de Zamora, tal y como reflejaba en 1773 Tomás López en Mapa de la Provincia de Zamora. Así, al reestructurarse las provincias y crearse las actuales en 1833, la localidad se mantuvo en la provincia zamorana, dentro de la Región Leonesa, integrándose en 1834 en el partido judicial de Alcañices, dependencia que se prolongó hasta 1983, cuando fue suprimido el mismo e integrado en el Partido Judicial de Zamora.
En torno a 1850, el antiguo municipio de Moldones se integró en el de Figueruela de Arriba.

## Demografía
| Gráfica de evolución demográfica de Moldones entre 2000 y 2020 |
|                                                                |

## Patrimonio
- Iglesia parroquial: Moldones destaca por su iglesia parroquial, dotada de un presbiterio cuadrado y una nave más baja. La espadaña es de tipo escalonado con pirámides en las esquinas.[10]

- El castro: Cerca del río Manzanas se encuentra un emplazamiento castreño, conocido como Castrillo de los Moros.[10]

## Fiestas
Moldones celebra en enero San Mauro, San Antón y San Tirso, en junio San Antonio de Padua el 15, y las patronales de San Juan el 24, aunque las fiestas más concurridas y populares son las de la Virgen de las Nieves el 5 de agosto con un programa que integra actividades religiosas y lúdicas con folclore y música tradicional, degustaciones gastronómicas populares, juegos y concursos además de bailes y espectáculos musicales.